# Myopa hirsuta
Myopa hirsuta är en tvåvingeart som beskrevs av Stuke och Clements 2008. Myopa hirsuta ingår i släktet Myopa och familjen stekelflugor.
Artens utbredningsområde är Tyskland. Enligt den svenska rödlistan är arten nära hotad i Sverige. Arten förekommer i Götaland. Artens livsmiljö är jordbrukslandskap. Inga underarter finns listade i Catalogue of Life.